# 反射率
反射率（英語：或）是在一个界面反射中，反射波與入射波功率的比值。注意，它不等同于反射系数（英語：Reflection coefficient），反射系数定义为电磁波反射波与入射波的振幅比。